# Sinagoga Zoharei Chama
La Sinagoga Zoharei Chama (en hebreo: בית המדרש זהרי חמה; literalmente, Sinagoga del Amanecer), también deletreada Zohorei Chama, coloquialmente conocida como el edificio del reloj de sol o la torre del reloj Mahane Yehuda, es un edificio de cuatro pisos en la calle Jaffa, en Jerusalén, Israel, que cuenta con un enorme reloj de sol en su fachada de 5 metros (16 pies) de diámetro. El edificio, construido en etapas por el rabino Shmuel entre 1908 y 1917, fue creado para albergar a un refugio para inmigrantes y una sinagoga. Fue dañado por un incendio en 1941 y parcialmente restaurado por el ayuntamiento de Jerusalén en 1980.